# Потісарат I
Потісарат I (лаос. ພະເຈົ້າໂພທິສະຣາດ; 1501–1548 (за іншими даними 1547 або 1550 року)) — сімнадцятий правитель королівства Лансанг. Він відомий тим, що активно просував буддизм у своїй країні. Потісарат заборонив поклоніння духам, а на місцях язичницьких капищ будував буддійські храми. Згодом він оголосив буддизм державною релігією.

## Біографія
Син короля Вісунарата і ланнаської принцеси, Потісарат з дитинства виховувався буддійським патріархом Січанто і буддійським ченцем Маха Самутакоте. Вони вивчали буддизм в розвиненіших державах — Сіамі та Ланні. У монастирі Ват Вісун вони виховали з Потісарата шанувальника буддизму сингальского толку, оновленого чіангмайськими вченими.
Після смерті батька 1520 року Потісарат пройшов церемонію обрання, та знать одностайно визнала його королем.

### Внутрішня політика
1523 року король вирішив зміцнити буддизм в Лаосі та відрядив посольство до ланнського володаря Мионг Кео з проханням надіслати буддійську літературу й ченців. Мионг Кео надіслав до Лансангу 60 примірників «Трипітаки», «очищеної від колишніх помилок», і групу ченців на чолі з наставником Пра Маха Монгконом. Вони зайнялися перепідготовкою лаоських ченців, а 1525 року Потісарат сам на шість місяців пішов у монастир.
1527 року Потісарат видав указ, що забороняв культ духів «пі» (стародавній анімістичний культ покровителів землі, громад і окремих сімей). Всі храми духів підлягали руйнуванню. У тому числі було зруйновано храм покровителя столиці королівства, міста Луанґпхабанґ, і на його місці було зведено величезну пагоду Сісуваннатевалок, що простояла до кінця XIX століття. Храми і вівтарі духів-покровителів по всій країні були зруйновані й замінені буддійськими святилищами та монастирями.
Такі дії значно підняли престиж Лансангу, й низка держав відрядили до двору Потісарата своїх послів.
1533 або ж 1545 року Потісарат переніс столицю держави з Луанґпхабанґа до В'єнтьяна.

### Зовнішня політика
За правління Потісарата I Лансанг провадив експансійну зовнішню політику. Держава брала участь у війнах, що прокотилися Індокитаєм у XVI столітті. Потісарат I вступив у союз з Бірмою. Він тричі нападав на Аюттхаю: спершу 1535 року він захопив місто Пхітсанулок, у другій кампанії 1539 року дістався міста В'єнг Прангарм, третій похід 1548 року був націлений на В'єнг Праб (нині Савангабурі), де він захопив у полон 20000 сімей та оселив їх у королівстві Лансанг. 1540 року король Чайрачатхірат з Аюттхаї вдерся до В'єнтьяна з великою армією, захопив Муанг Кхук і перетнув Меконг, але зазнав поразки у битві при Сала Кхам.
Потісарат одружився з принцесою з Чіангмаю (нині частина північного Таїланду, тоді столиця держави Ланна). 1546 року помер її батько Муенгкетклао — правитель Ланни. Він не залишив спадкоємця. На трон претендував сіамський король Прачай), але 1548 року за підтримки групи ланнаської знаті новим правителем Ланни став 14-річний син Потісарата — Сеттатірат.

### Смерть
1548 року (за деякими джерелами 1550 або ж 1547 року) Потісарата розчавив його ж слон, коли король намагався показати своє мистецтво їзди верхи на слоні перед послами 15 країн.
Свої претензії на трон висунули два молодших сина Потісарата. Вони поділили Лансанг на два незалежних королівства. Північна частина країни дісталася принцу Таруа, південна — принцу Лай Чангу. Сеттатірат, доручивши управління Ланною своєму дядьку Прайя Конгканграду, повернувся до Лансангу, повалив обох принців і знову об'єднав країну.